# 罗曼·伊马杜谢纳
罗曼·伊马杜谢纳（法語：Romain Imadouchène，1995年9月5日—），法国男子举重运动员，2015年欧洲青年举重锦标赛男子85公斤级铜牌得主、2016年欧洲U23举重锦标赛男子85公斤级铜牌得主、2022年欧洲举重锦标赛男子96公斤级铜牌得主。